# ポイント・ルプロー原子力発電所
ポイント・ルプロー原子力発電所 (Point Lepreau Nuclear Generating Station) は、カナダのニューブランズウィック州ポイント・ルプローの北東2kmに所在する原子力発電所で、1975年から1983年にかけて、国有公益事業体であるNBパワーにより建設された。
発電所の名称はシャーロット郡東端部にある岬の名前から取られているが、発電所そのものはセントジョン郡にあり、セントジョンの西側、マスクワッシュ地方行政サービス地区の管内である。
ポイント・ルプロー原子力発電所はカナダ大西洋州にある唯一の原子力発電所で、ファンディ湾の北岸に出力705MW/660MW(グロス/ネット)のCANDU炉が1基設置されている。

## 沿革
ポイント・ルプロー原子力発電所は1981年に完成し、2008年まで運転されていた。その後改修が行われ、2012年10月23日に送電網に再同期した。ポイント・ルプロー原子力発電所はオンタリオ州外にある唯一の原子力発電所で、カナダの大西洋東岸に建設された唯一のCANDU炉でもある（他のCANDU炉はアルゼンチン、韓国、インド、パキスタン、ルーマニア、中国にある）。

## 拡張計画
2007年にカナダ原子力公社、バブコック・アンド・ウィルコックス・カナダ、GE日立ニュークリア・エナジー・カナダ、日立カナダ、SNC-ラヴァリン・ニュークリア・リミテッドが結成したコンソーシアム、チームCANDUがニューイングランドへの電力供給のためポイント・ルプローに出力1,100MWeの改良型CANDU炉を設置すべく250万カナダドルをかけてフィージビリティ・スタディを開始した
。
2010年7月には自由党率いるニューブランズウィック州政府がフランスの原子炉メーカーであるアレヴァとの間でポイント・ルプローへの軽水炉新設に関するフィージビリティ・スタディについて合意したものの、同年9月の選挙で進歩保守党が政権を奪取したため計画は棚上げとなった。

## 建設
ニューブランズウィック州における原子力発電所の建設は、1950年代後半から議論されていた。
15年以上にわたり、ニューブランズウィック・エレクトリック・パワー社の技術者がカナダ原子力公社のチョーク・リバー研究所に通い詰めて最新動向の把握に努めていた。ニューブランズウィック州政府とカナダ政府の間の公式対話は1972年に始まり、翌年のオイルショックを受けて石油依存度の低下と電源の多様化が州政府にとって切実な問題となったことから議論が一気に加速した。しかし、州の借入能力の限界から事業への出資額が問題となっていた。
借入能力の問題は、1974年1月にカナダ政府が各州に対して最初に原子力発電所を建設する際には建設費の半額を貸し付けると発表したことで解決された。これを受けて1974年2月5日に州首相リチャード・ハットフィールドはニューブランズウィック州に原子力発電所を建設する意向を表明した。同年秋の総選挙では、一部の州民が原子力発電所の建設に懸念を抱いていたもののハットフィールドの与党である進歩保守党が勝利した。1975年3月にはハットフィールドがテレビ演説の中で「これは最終決定であり、実施中の環境アセスメントの結果にかかわらず、原子力発電所は建設されるであろう」と宣言し、社会学者ロナルド・バビンから「原子力『既成事実化』政策だ」と書き立てられた。
1975年5月2日にはカナダ原子力安全委員会がニューブランズウィック州最大の都市であるセントジョンの西20kmのポイント・ルプローに4基分の敷地を確保した上で出力635MWの原子炉を2基設置することを承認した。これを受けて、ニューブランズウィック・エレクトリック・パワー社は1基をオプションとして原子炉1基の建設を開始した。
1979年には建設作業が最盛期を迎え、地元から3,500人の作業員を動員し、地元企業との間で139件の個別契約のうち108件を結んでいた。ポイント・ルプローでの運転許可は1982年7月21日に発行され、その4日後には初臨界を達成して1983年2月1日に商業運転に移行した。
当時の大規模インフラ建設プロジェクトと同様に、ポイント・ルプロー原子力発電所建設工事でも当初見積もりの3倍にも上る建設費の急騰に見舞われた。1974年には4億66百万カナダドルの見積もりだったものが、2年後には6億84百万カナダドルになり、さらに1978年には8億95百万カナダドルにもなった。建設費総額は、利息負担を除いても1983年の運転開始時点で14億カナダドルにも上ったと推定されている。

## 運転
ポイント・ルプロー原子力発電所は、最初の10年間に平均93.11%という記録的な設備利用率を達成し、5,000GWh/年以上の電力を発電した。しかし、1990年代半ばから後半にかけて、維持管理の稚拙さと設備投資の少なさから、様々な問題が表面化し始めた。1997年1月中旬には炉心での冷却水漏れにより2年間で3回目の停止を余儀なくされた。原因は給水管が固定されていなかったことであり、これによって75日間停止することになった。人為的ミスによる破損の修理に4000万カナダドルかかったうえ、停止中の電力をケベック州から1日あたり45万カナダドルで購入することになった。

## インシデント
1990年に運転補助員のダニエル・ジョージ・マストンが減速系から抽出した重水サンプル(水素の放射性同位体であるトリチウムで汚染されている)をカフェテリアのドリンクディスペンサーに混入するという事件が起きた。8人の作業員が汚染された水を飲み、うち1人は高温に晒される作業に交番勤務であたっており他の作業員よりも休憩と給水の頻度が高かったことから大量の汚染水を飲んでしまっていた。この事件は、この作業員が提出した尿検査サンプルから異様に高いレベルのトリチウムが検出されたことで発覚した。混入された重水の量は毒性が現れるレベルではなかったものの、作業員らは混入されたトリチウムから被曝し、水中の活性化学種を摂取することになった。これはマストンの悪ふざけであると考えられているが、影響を受けた作業員はその後も長らく毎日尿サンプルを提出し続けるはめになった。

## 改修プロジェクト (2008年～2012年)

### 議論
ポイント・ルプローのCANDU-6型炉は1970年代に設計されたもので、2008年に運転を停止する予定であった。2000年代に入ると、今後の発電所のあり方について議論されるようになった。このころ、NBパワーは改修費用は7億5千万カナダドルと見積もっていた。
2002年にNBパワーは政府および野党の支援を受けて改修を推進していたが、ニューブランズウィック州電力・公益事業委員会はポイント・ルプローの改修案に「有意な経済的利点がなく、公共の利益にならない」という判断を下した。
2004年4月にはブリティッシュ・エナジーの元会長ロビン・ジェフリーにより、改修コストは州予算の9億35百万カナダドルよりも高い13億6千万カナダドルに上ると推測されるという報告がなされた。ジェフリーは改修を行うべきかどうかには言及しなかったが、ニューブランズウィック州当局に対して新たな化石燃料火力発電所の競争入札を行うよう助言した。
カナダ政府が改修への助成金拠出を拒絶したにもかかわらず、NBパワーは2005年7月29日にカナダ原子力公社との間で14億カナダドルで改修工事契約を結ぶことを発表した。

### 改修工事
改修工事は2008年3月28日に始まり、受注したカナダ原子力公社は工期を18ヶ月としていた。しかし、工事はさまざまな技術的不具合、遅延や事件に見舞われることになった。例えば、2008年10月15日には重さ115トンのタービンローター2基（カナダ原子力公社の契約範囲外であるが、各々1,000万カナダドルもする高額部品）が輸送中にセントジョン港で艀から転落する事故が起きた。これは最終的にタービンローターを製作したシーメンス・カナダが事故は「重大な過失」によるものとしてJ.D.アーヴィング社を含む4社をオンタリオ州裁判所に提訴する事態になった。
発電所の運転再開予定は何度も延期された。2009年1月には圧力管を撤去するための装置に不具合があるとして、完工が3ヶ月遅れると発表された。続いて、同年7月にはさらに4ヶ月遅れると発表された。2009年10月にはニューブランズウィック州エネルギー相のジャック・キアが運転再開が2011年2月になるとの見通しを示し、カナダ政府に工事期間中の代替電力を購入する費用の手当てを要請した。これは、ポイント・ルプロー原子力発電所が州の電力生産の25～30%にあたる4TWh/年を発電し、NBパワーの電力供給計画において戦略的に重要な位置を占めていたことと相まって、状況の混迷を深めることになった。
それからわずか数週間後の2009年10月29日には、ポイント・ルプロー原子力発電所はイドロ・ケベックへのNBパワーの売却提案に含まれる資産の1つであると報道された。2010年3月24日にショーン・グラハム州首相は売却提案はハイドロ・ケベックが「予期せぬコストへの懸念」を示したことから失敗したと発表した。グラハム州首相の発表はアナリストらから取引失敗に対する批難を浴び、6ヶ月後に州選挙を控えた州の政局は困難を迎えることとなった。
リークされた内部資料によると、NBパワーの売却提案および改修後の人員再配置案はポイント・ルプロー原子力発電所の作業員の士気に悪影響を及ぼし、安全に関する懸念を生じることになった。2009年1月から2010年6月までの間に、600件以上の労働災害が発生し、休業災害が7件、就業制限が13件、要治療の不休災害が32件にも上った。内部報告によると、遅延によるNBパワーの損失は毎月3,300万カナダドルに上り、そのうち「1,100万カナダドルが資本コスト、2,200万カナダドルが代替電力費と利息負担であった」。
2010年10月9日にNBパワーはカナダ原子力公社が前年に設置した380本のカランドリア管をすべて取り外した上で再設置すると発表した。カランドリア管は燃料を装荷した圧力管を炉内に保持するもので、長さは約7.13メートルある。2010年6月30日付の内部報告によると問題は「おそらく以前の作業でクリーニングを行った際、管取付板の取付穴が損傷したものとみられる」。2010年10月の予測では、発電所の送電網への復列は当初予定から3年遅れの2012年秋になるとされた。
結局、送電網への同期は2012年10月23日になり、同年11月23日に商業運転を再開した。

### 註
1. ↑  ニューブランズウィック・エレクトリック・パワー社は1970年代にNBパワーに改名された。

### 参照
1. 1 2 3  NB Power (November 2006). "Point Lepreau Generating Station" (PDF). New Brunswick Department of Energy. 2010年10月11日閲覧。
2. 1 2  International Atomic Energy Agency (30 November 2009). "Point Lepreau". Power Reactor Information System. 2010年10月11日閲覧。
3. ↑  Government of New Brunswick. "Point Lepreau". New Brunswick Department of Energy. 2010年10月11日閲覧。
4. ↑  Morris, Chris (24 December 2007). "Nuclear issue heats up in N.B. as debate begins on proposed new reactor". Canadian Broadcasting Corporation. Canadian Press. 2007年12月24日時点のオリジナルよりアーカイブ。
5. ↑  Linke, Rob (23 December 2008). "Reactors won't be built, say activists". Telegraph-Journal. Saint John, N.B. p. A1. 2010年10月12日閲覧。
6. ↑  Penty, Rebecca (29 September 2010). "Alward to shelve Areva deal". Telegraph-Journal. Saint John, NB. p. B1. 2010年10月21日閲覧。
7. ↑  Wallace, Terri (29 September 2010). "Premier-elect plans to shelve plans with nuclear giant Areva". News Radio 88.9. Saint John, NB. p. B1. 2011年1月8日閲覧。
8. ↑  NB Power (1990). "The nineteen seventies - the energy crisis" (PDF). 2010年1月6日閲覧。
9. 1 2 3 4  Babin 1984, pp. 66–70
10. ↑  Starr, Richard (1987). Richard Hatfield, the Seventeen-Year Saga. Halifax: Formac Publishing. p. 98. ISBN 0-88780-057-2。
11. ↑  Jeffrey 2004, p. 14
12. ↑  Wilbur 2003, p. 150
13. ↑  "Point Lepreau in Canada". NNI (No Nukes Inforesource). 2007年7月10日時点のオリジナルよりアーカイブ。2007年9月10日閲覧。
14. ↑  "Radiation Punch Nuke Plant Worker Charged With Spiking Juice". Philadelphia Daily News. Associated Press. 6 March 1990. 2010年10月11日閲覧。
15. ↑  "Co-workers' drinks spiked with radiation as 'a joke'" Toronto Star, 3 Oct 1990
16. ↑  CBC News (24 October 2000). "Debate over Lepreau future continues". Canadian Broadcasting Corporation. 2010年10月11日閲覧。
17. ↑  Government of New Brunswick (24 September 2002). "IN THE MATTER OF an Application dated January 8, 2002 by New Brunswick Power Corporation in connection with a proposal to refurbish its generating facility at Point Lepreau" (PDF). Fredericton: New Brunswick Board of Commissioners of Public Utilities. 2010年10月11日閲覧。
18. ↑  Jeffrey 2004
19. ↑  CBC News (16 April 2004). "Rebuilding NB nuclear plant '$1.4 billion question'". Canadian Broadcasting Corporation. 2010年10月11日閲覧。
20. ↑  CBC News (14 July 2005). "Ottawa rejects New Brunswick nuke funding". Canadian Broadcasting Corporation. 2010年10月11日閲覧。
21. ↑  CBC News (29 July 2005). "N.B. to refurbish aging nuclear plant". Canadian Broadcasting Corporation. 2010年10月11日閲覧。
22. ↑  CBC News (23 September 2010). "Point Lepreau delay could jeopardize PC promise". Canadian Broadcasting Corporation. 2010年10月11日閲覧。
23. 1 2  CBC News (9 October 2010). "N.B. nuclear plant faces delay over fuel tubes". Canadian Broadcasting Corporation. 2010年10月11日閲覧。
24. ↑  CBC News (29 April 2010). "Irving sued for turbine rotor harbour plunge". Canadian Broadcasting Corporation. 2010年10月11日閲覧。
25. ↑  Linke, Rob (21 January 2009). "Lepreau to miss deadline". Telegraph-Journal. Saint John, N.B. p. A1. 2009年11月7日閲覧。
26. ↑  Casey, Quentin (28 July 2009). "Lepreau delay grows". Telegraph-Journal. Saint John, N.B. p. A1. 2009年11月7日閲覧。
27. ↑  Keir, Jack (5 October 2009). "Ottawa must come to table". Telegraph-Journal. Saint John, N.B. p. A7. 2009年11月7日閲覧。
28. ↑  "Quebec, N.B. strike $4.8B deal for NB Power". Canadian Broadcasting Corporation. 29 October 2009. 2009年10月29日閲覧。
29. ↑  "Quebec balked at NB Power sale costs". CBC News. 24 March 2010.
30. ↑  Cousineau, Sophie (25 March 2010). "Une occasion manquée". La Presse (French). Montreal. 2010年3月25日閲覧。
31. ↑  Corbeil, Michel (25 March 2010). "Entente avortée entre Hydro-Québec et Énergie NB: un mauvais calcul politique". Le Soleil (French). Quebec City. 2010年3月25日閲覧。
32. ↑  CBC News (6 August 2010). "NB nuclear plant another year behind schedule". Canadian Broadcasting Corporation.
33. ↑  McMahon, Tamsin (4 October 2010). "Sale talk affected morale at Lepreau: documents". Telegraph-Journal. Saint John, N.B. p. A1. 2010年10月11日閲覧。
34. ↑  Morris, Chris (9 October 2010). "Lepreau refit back to 'square one,' says expert". Telegraph-Journal. Saint John, N.B. p. A1. 2010年10月11日閲覧。
35. ↑  CBC News (14 October 2010). "Point Lepreau delayed until fall 2012". Canadian Broadcasting Corporation. 2010年10月14日閲覧。
36. ↑  Robert Jones (2 October 2012). "NB Power denies missing 5th Point Lepreau restart date". Canadian Broadcasting Corporation. 2012年10月2日閲覧。
37. ↑  CBC News (23 November 2012). "Point Lepreau returns to commercial service". Canadian Broadcasting Corporation. 2012年11月23日閲覧。

### 関連書籍
- Babin, Ronald (1984). L'option nucléaire (French). Montreal: Boréal Express. ISBN 2-89052-089-7。
- Jeffrey, Dr. Robin (April 2004). Point Lepreau Refurbishment Review (PDF). Fredericton: New Brunswick Department of Energy. 2004年5月22日時点のオリジナル (PDF)よりアーカイブ。2010年10月11日閲覧。
- Tapping, R.L.; Nickerson, J.; Spekkens, P.; Maruska, C. (2000). "CANDU steam generator life management" (PDF). Nuclear Engineering and Design (197): 213–223. doi:10.1016/S0029-5493(99)00265-4。
- Wilbur, Richard (2003). "New Brunswick". In Mutimer, David (ed.). Canadian Annual Review of Politics and Public Affairs: 1997. University of Toronto Press. pp. 146–155. ISBN 978-0-8020-8803-1。